# ادوارد یرانوسیان
ادوارد یرانوسیان (بلغاری: Едуард Антраник Ераносян؛ زادهٔ ۸ فوریهٔ ۱۹۶۱) بازیکن فوتبال ارمنی‌تبار اهل بلغارستان است.

## باشگاهی
از باشگاه‌هایی که در آن بازی کرده‌است می‌توان به باشگاه فوتبال ویتوریا ستوبال، باشگاه فوتبال بوآویشتا، و باشگاه فوتبال لیتشوئس اشاره کرد.

## تیم ملی
وی همچنین در تیم ملی فوتبال بلغارستان بازی کرده‌است.